# Kazachstania viticola
Kazachstania viticola är en svampart som beskrevs av Zubcova 1971. Kazachstania viticola ingår i släktet Kazachstania och familjen Saccharomycetaceae.   Inga underarter finns listade i Catalogue of Life.